# Weißkehltaube
Die Weißkehltaube oder Weißwangentaube (Columba vitiensis) ist eine Art der Taubenvögel, die zu den Feldtauben zählt. Sie gehört innerhalb dieser Gattung zu den großen Arten und ist nur geringfügig kleiner als eine Ringeltaube, aber kräftiger gebaut. Das Verbreitungsgebiet der Weißwangentaube sind Inseln der Wallacea sowie Neuguinea. Die seit dem 19. Jahrhundert ausgestorbene und nur durch eine Zeichnung von George Raper bekannten Unterart Columba vitiensis godmanae lebte auf der zu Australien zählenden Lord-Howe-Insel. Es werden acht rezente Unterarten unterschieden, die teils deutliche Unterschiede im Gefieder aufweisen und deren Verbreitungsgebiet mitunter auf eine einzelne Insel beschränkt ist. Sie alle sind gekennzeichnet durch ein weißes Kinn, eine weiße Kehle und weiße Ohrdecken, die sich deutlich vom übrigen Kopfgefieder abheben.
Die Bestandssituation der Weißkehltaube wird mit ungefährdet (least concern) angegeben, obwohl von den Unterarten mindestens eine Unterart bereits ausgestorben ist.

## Erscheinungsbild

### Körperbau
Die Männchen der Weißkehltaube erreicht eine Körperlänge zwischen 36 und 39 Zentimeter, die Weibchen bleiben mit 32 bis 37 Zentimeter etwas kleiner. Von der Körperlänge entfallen 12,1 bis 14,2 Zentimeter auf den Schwanz. Die Flügellänge beträgt bei den Männchen 225 bis 251 Millimeter, bei den Weibchen 214 bis 238 Millimeter. Der Schnabel ist 19 bis 21 Millimeter lang. Das Gewicht liegt zwischen 168 und 511 Gramm. Abgesehen von dem Größenunterschied besteht kein auffälliger Geschlechtsdimorphismus.

### Adulte Weißkehltauben

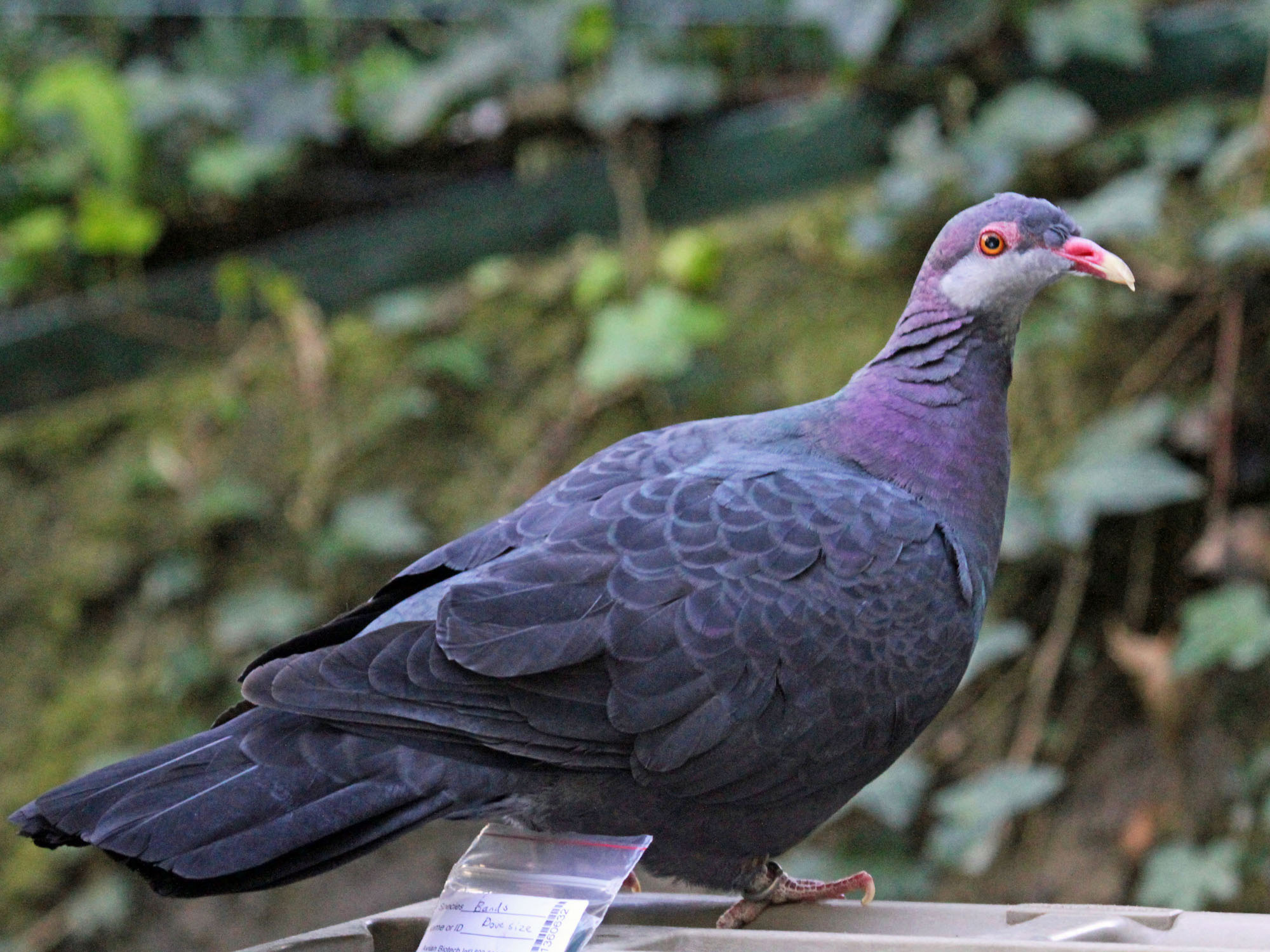
Weißwangentaube, San Diego Zoo

Die Stirn bis zum Nacken ist irisierend violett und kann bei bestimmten Lichteinfall auch grünlich schimmern. Auch die leicht versteiften Halsfedern sind von dieser Farbe. Die Flügeldecken dagegen sind schwarz mit einem grünlichen Schimmer auf den Säumen, der nur bei bestimmten Lichteinfall auch violett ist. Der obere Mantel schimmert goldgrün, die übrige Körperoberseite ist schwärzlich mit breiten grün irisierenden Federsäumen. Die Oberschwanzdecken sind schwarz mit schmalen grün- und violett glänzenden Federsäumen. Das Schwanzgefieder ist schwarz. Das Kinn, die Kehle und die Ohrdecken sind cremeweiß und heben sich deutlich von dem übrigen violett glänzenden Gefieder von Scheitel und Nacken ab. Die Brust und der Bauch glänzen grünlich-violett.

### Jungvögel
Jungvögel sind auf der Körperoberseite etwas bräunlicher als die adulten Vögel. Bei ihnen ist außerdem der irisierende Schimmer des Gefieders noch nicht so stark ausgeprägt.

### Verwechslungsmöglichkeiten
Es kommen im Verbreitungsgebiet der Weißkehltaube mehrere Taubenarten vor, mit der sie verwechselt werden kann. Die Gelbfußtaube, die auf dem Bismarck-Archipel und den Salomoneninseln vorkommt, ist geringfügig größer und ihr Gefieder ist auf der Körperunterseite rußschwarz. Die Beine sind – wie der Name impliziert – gelb. Die Weißscheiteltaube, die auf Neuguinea vorkommt, entspricht der Weißwangentaube in der Körpergröße und ähnelt ihr im Gefieder. Ihr fehlen jedoch der irisierende Glanz auf dem Mantel und den Flügeldecken. Die Rotscheiteltaube hat wie die Weißwangentaube ein weißes Kinn, eine weiße Kehle und weiße Ohrdecken, Scheitel, Hals und Brustband sind jedoch rötlich braun und es fehlt erneut der Glanz auf Mantel und Flügeldecken. Die Bronzefruchttaube, die in weiten Teilen des Verbreitungsgebietes der Weißwangentaube vorkommt, ist gleichfalls ähnlich groß und kann mit den Unterarten der Weißwangentaube verwechselt werden, die eine graue Kehle haben. Auch bei ihr hat das Körperobergefieder einen irisierenden Schimmer, jedoch ist dieser Schimmer ausschließlich grünlich. Die Sundafruchttaube, die unter anderem auf den Kleinen Sundainseln vorkommt, hat einen blasseren Kopf und die Körperunterseite schimmert rosafarben. Dagegen ist die Körperoberseite einfarbig bronzegrün und hat nur einen leichten metallischen Schimmer.

## Verbreitungsgebiet und Lebensraum
Die Weißkehltauben kommt auf einer Reihe philippinischer Inseln, Inseln vor der Nordküste Borneos, den Inseln vor Sulawesi einigen Inseln der Molukken, der Kleinen Sundainseln sowie Neuguinea und einigen Inseln vor der Küste Neuguineas vor. Trotz der Nähe zum australischen Festland wird Australien dagegen nicht besiedelt. Die einzelnen Unterarten kommen in folgenden Regionen vor:

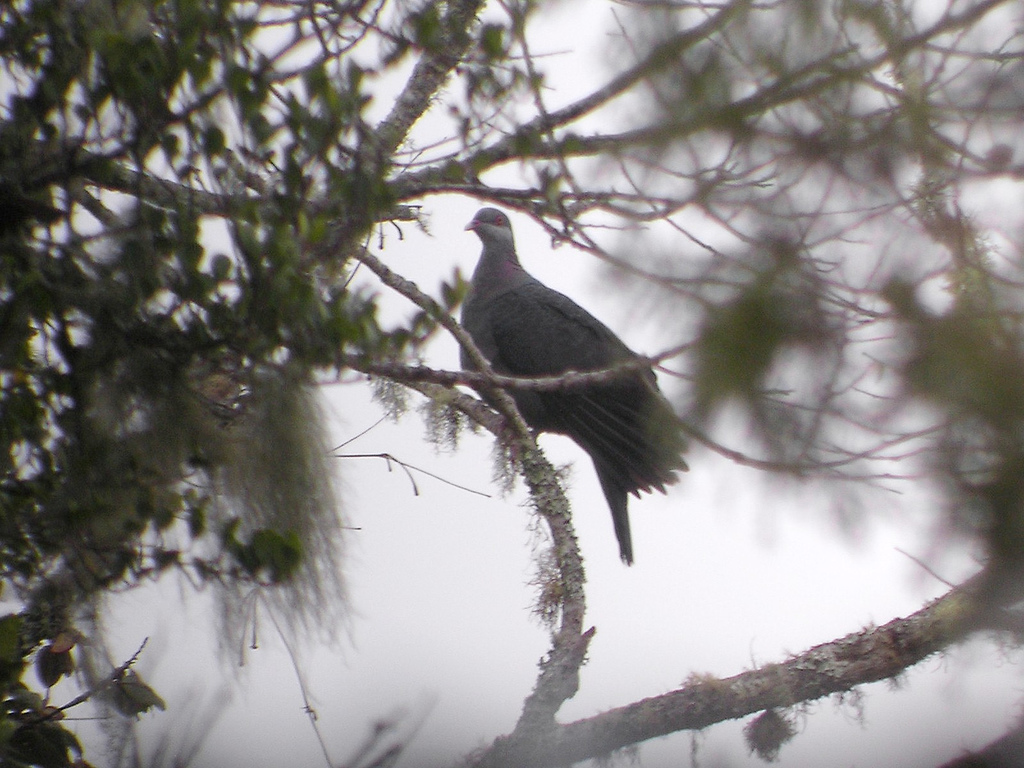
Weißkehltaube, Mindanao

- C. v. griseogularis (Walden & E. L. Layard, 1872) – Inseln der Philippinen und des Sulu-Archipels sowie Inseln im Norden von Borneo.
- C. v. anthracina (Hachisuka, 1939) – Palawan und möglicherweise auch Busuanga sowie einige Inseln im Norden von Borneo.
- C. v. metallica (Temminck, 1835) – Kleine Sundainseln
- C. v. halmaheira (Bonaparte, 1855) – Banggai-Inseln und Sulu-Archipel über die Molukken bis nach Neuguinea und den Inseln des Bismarck-Archipels sowie des Louisiade-Archipels und den Salomonen
- C. v. leopoldi (Tristram, 1879) – Vanuatu
- C. v. hypoenochroa (Gould, 1856) – Neukaledonien und Loyalitätsinseln
- C. v. vitiensis Quoy & Gaimard, 1830 – Fidschi.
- C. v. godmanae (Mathews, 1915) – Lord-Howe-Insel. Die Unterart ist seit 1853 ausgestorben. Es gibt auch kein Typusexemplar, diese Unterart ist nur durch Gemälde, Zeichnung und schriftliche Überlieferungen bekannt.
- C. v. castaneiceps Peale, 1848 – Samoa
- C. v. subsp. Latham 1823 – Es gibt einen schriftlichen Bericht, der von Latham im Jahre 1823 überliefert wurde, das es eine der Weißkeltaube entsprechende Taube auf den zu Tonga gehörenden Vavaʻu-Inseln gegeben habe. Wenn dies zutrifft, ist diese Art schon sehr lange ausgestorben. David Gibbs et al. halten es für möglich, dass es hier zu einer Verwechslung mit der Insel Fiji kam.[2]

Die Weißkehltaube gilt als ein Standvogel. Außerhalb der Brutzeit durchstreift diese Taubenart jedoch auch ein größeres Gebiet, um Nahrung zu finden. Dabei kommt es auch vor, dass sie Meerengen zwischen Inseln überqueren.

## Lebensraum
Die Weißkehltaube präferiert als Lebensraum dichte immergrüne Wälder, Galeriewälder und Monsunwälder von der Tiefebene bis in Höhenlagen von 2750 Meter. Sie wird am häufigsten an Waldrändern und auf Waldlichtungen beobachtet, nutzt auch Sekundärwald und kommt auf einzelnen Inseln auch in Waldformen vor, die vom Menschen stark überformt wurden und besiedelt dort sogar Plantagen.

## Lebensgewohnheiten
Die Weißkehltaube ist eine heimlich lebende Waldtaube, die gewöhnlich einzelgängerisch oder in Paaren beobachtet wird. Lediglich für Neukaledonien gibt es Berichte, dass dort früher sich Trupps mit bis zu 80 Individuen dieser Taubenarten bildeten.
Die Weißkehltaube frisst eine große Bandbreite an Früchten, Beeren und Samen sowohl einheimischer als auch eingeführter Pflanzenarten. In einigen Gebieten des Verbreitungsgebietes kommt sie regelmäßig sogar auf landwirtschaftliche Flächen, um die dort angebauten Chilischoten zu fressen. Sie findet ihre Nahrung überwiegend in Baumkronen, kommt aber auch auf den Erdboden, um dort herabgefallene Früchte zu fressen. Die Fortpflanzungszeit variiert mit der geographischen Breite. In Teilen des Verbreitungsgebietes schreiten sie in allen Kalendermonaten zur Brut. Das Nest ist eine taubentypisch lose Plattform aus Ästchen und Zweigen. Auf Neuguinea wird dieses Nest bevorzugt in der Krone von Baumfarnen errichtet. Das Gelege besteht aus einem bis zwei Eier. Es wird 17 bis 19 Tage bebrütet. Nestlinge sind nach 21 Tagen flügge.

## Weißkehltaube und Mensch
Auf einigen Inseln ihres Verbreitungsgebietes wird die Weißkehltaube intensiv bejagt.